# Fairmont Hotel
Le Fairmont Hotel est un gratte-ciel de 130 mètres de hauteur construit à Chicago aux États-Unis en 1987. Il se trouve au 200 North Columbus Drive dans le quartier de New Eastside, dans le nord-est du secteur financier du Loop.
Il abrite sur 37 étages un hôtel de la chaine de luxe Fairmont Hotels and Resorts.
L'immeuble a une forme en L avec une tourelle de forme octogonale et de couleur verte au sommet.
L'hôtel a hébergé des personnes célèbres comme Jacques Chirac, Hillary Rodham Clinton, Henry Kissinger, Elton John, Jane Seymour, Ivana Trump et l'ancien secrétaire américain de la défense William Perry.
L'architecte est l'agence Hellmuth, Obata & Kassabaum ("design architect") et l'agence Fujikawa Johnson & Associates ("Associate architect").